# Oldsmobile Toronado
La Toronado era una coupé a due porte prodotta dalla casa automobilistica statunitense Oldsmobile dal 1966 al 1992 in più serie.
Il nome del modello è un neologismo derivato dal termine Tornado.

## Il contesto
Il progetto nacque nei tardi anni cinquanta dalla divisione Cadillac-Buick della General Motors; l'auto forse sarebbe potuta essere la sostituta della Buick Riviera, in realtà quando la si progettò, le idee al riguardo, erano piuttosto vaghe.
Di certo si sa che la sopracitata divisione GM stava sin dalla metà degli anni '50 pensando a un'auto a trazione anteriore.

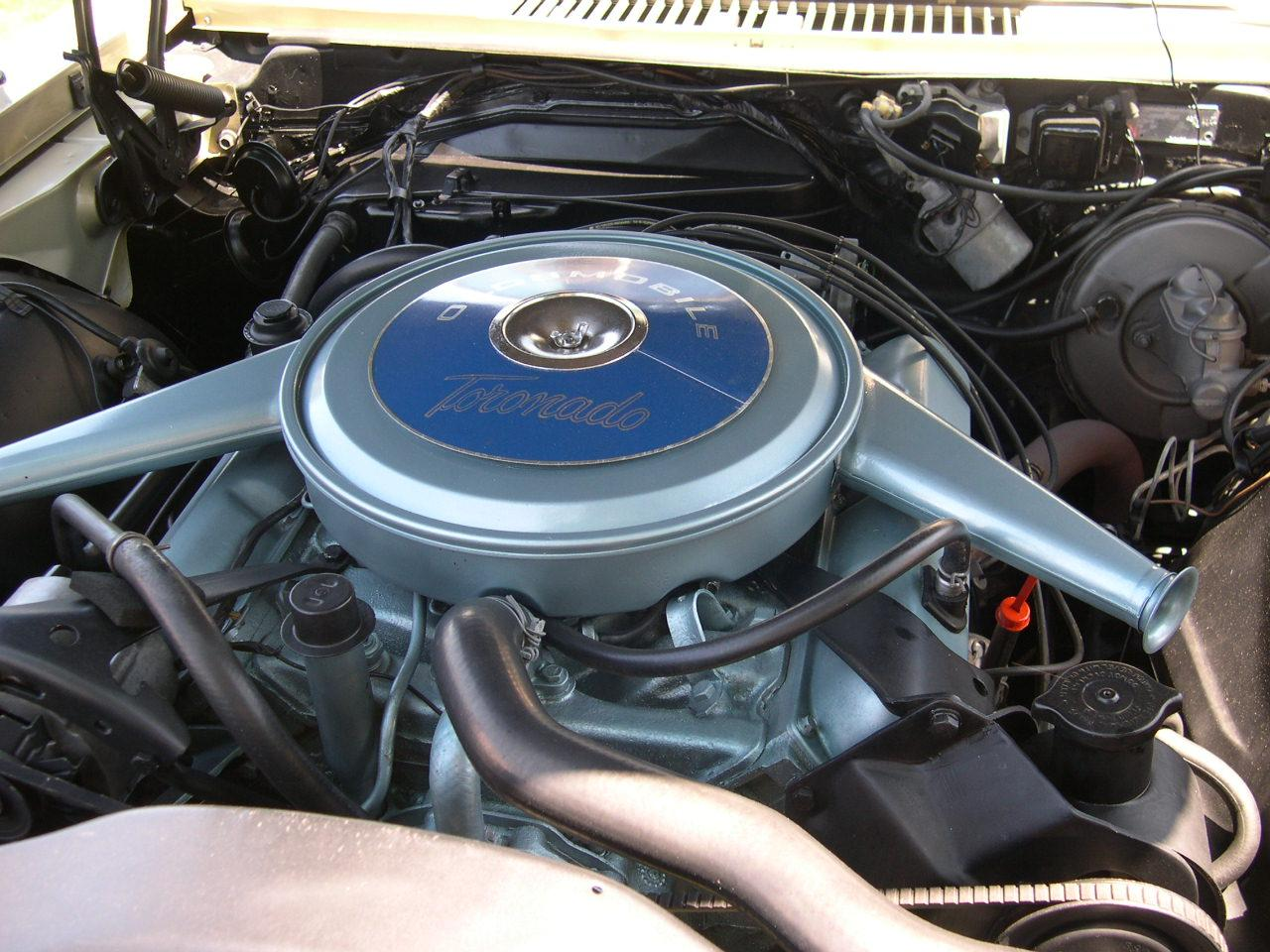
Il motore V8 Super Rocket

Il design della Toronado 1966 (la prima), risale a un progetto di David North del 1962 chiamato flame red car.
Tale progetto, quando fu fatto, era fine a se stesso, un puro esercizio di stile, rimasto abbandonato, finché tornò utile nel momento in cui la GM decise di produrre la sua trazione anteriore con marchio Oldsmobile (era il marchio d'avanguardia).
Nacque così la Toronado, mossa del generoso e prestante motore 425 (7.0 litri) Super Rocket V8 da 385 CV.
La trasmissione era affidata al cambio automatico turbo hydramatic 400 a tre rapporti.
Per l'occasione la Firestone sviluppò uno pneumatico specifico misura 8.85x15 denominato TFD "toronado front drive", oggi fuori produzione.
La Toronado fu un discreto successo, il primo anno se ne vendettero 40.963 esemplari.
Nel 1967 l'auto ricevette un cospicuo quanto poco visibile aggiornamento:
le prese d'aria sopra i fari anteriori sparirono, per migliorare l'aerodinamica, così come la griglia a liste cromate lasciò il posto di una più moderna reticolata.
Molte le novità nascoste: i freni, vero punto debole, finora 4 piccoli tamburi, furono dotati di una pompa a doppio circuito e si rese possibile l'installazione di freni a disco sulle ruote anteriori come accessorio; furono modificate anche le sospensioni rese più stabili i confortevoli. Fu la prima auto venduta al pubblico a poter montare gli airbag.
L'auto pesante 2.300 kg era in grado di accelerare da 0 a 100 km/h in circa 7,5 secondi, coprire il 1/4 di miglio in appena 16 secondi con una velocità d'uscita di 150 km/h e raggiungere una velocità massima di quasi 220 km/h.

## La prima serie: 1966–1970
Quando la Toronado venne presentata, nell'autunno 1965, fece scalpore. Essa si differenziava sotto molti aspetti rispetto a quanto abitualmente offerto all'epoca sul mercato statunitense. In primo luogo, questa coupé di lusso si caratterizzava per l'imponente carrozzeria. Inoltre, la vettura era dotata di trazione anteriore. Era l'auto più grande fino ad allora dotata di trazione anteriore e, in America, la prima auto a trazione anteriore da quasi 30 anni (le ultime furono le Cord 810 e 812 prodotte dalla Cord, finita in bancarotta nel 1937).
Con il motore V8 da 7,0 litri, raggiungeva la velocità massima di 217 km/h, impressionante per l'epoca. Gli scettici dubitavano che la trazione anteriore potesse essere adeguata per un'auto di grandi dimensioni, ma i test dimostrarono che la Toronado, in confronto ad altre auto americane del periodo, aveva una buona tenuta di strada.
Inizialmente quest'auto fu molto popolare tra gli acquirenti americani. Nel 1966 furono vendute più di 40.000 Toronado. All'epoca era uno dei veicoli tecnicamente più impressionanti sul mercato americano. Nel 1966 furono introdotte le versioni Base e Deluxe. Caratteristiche della prima serie erano il frontale con griglia bassa, i fari a scomparsa e il portellone. La vettura era alimentata da un 7,0 litri V8 con 385 CV e trasmissione automatica "Turbo-Hydramatic" con tre rapporti.
Nel 1968 ci fu un facelift: la griglia frontale venne notevolmente allargata e i fari vennero integrati ottenendo così un design più tradizionale. Il motore da 7,0 litri fu sostituito da un nuovo 7,5 litri V8 con potenza di 375 CV o, in opzione, da 400 CV. L'allestimento Deluxe venne ribattezzato Toronado Custom.
Questa serie rimase in produzione fino all'estate del 1970. Ne furono prodotti 143.134 esemplari.

Basandosi su di una Toronado del 1966, il famoso conduttore Jay Leno ha realizzato una versione speciale dotata di tecnologie meccaniche moderne. Rimanendo invariata a livello estetico, la vettura presenta un propulsore 425 V8 potenziato a 1.070 CV e un telaio derivato dalla Chevrolet Corvette C5. Numerose componenti sono state sostituite con versioni più moderne realizzate dalla GM Performance Parts, e sono stati impiegati anche molle e ammortizzatori Blistein e pneumatici Bridgestone Redline che avvolgono dei cerchioni in alluminio.

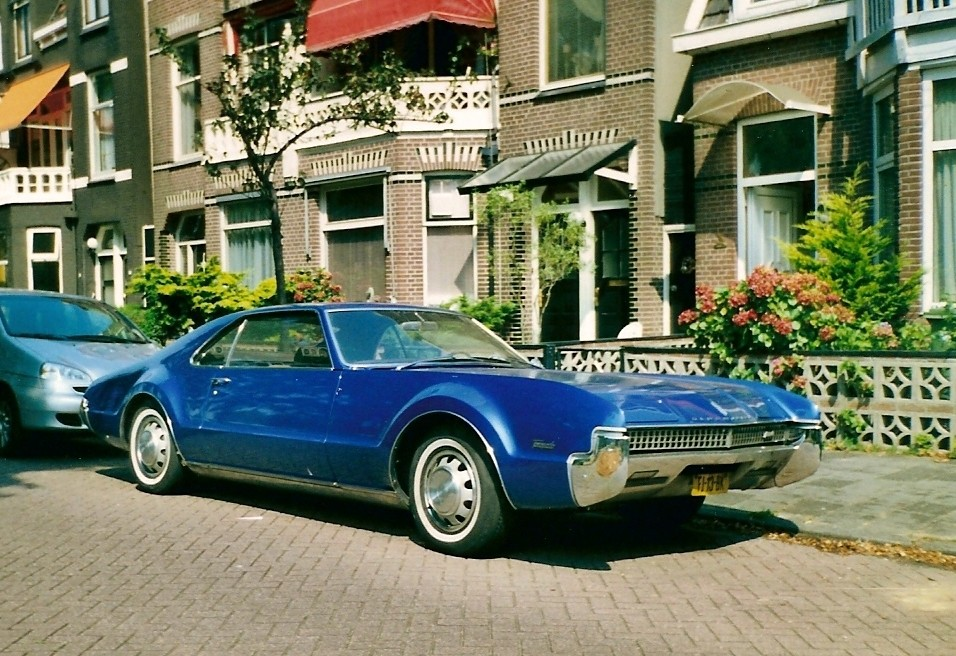
Una Oldsmobile Toronado del 1967
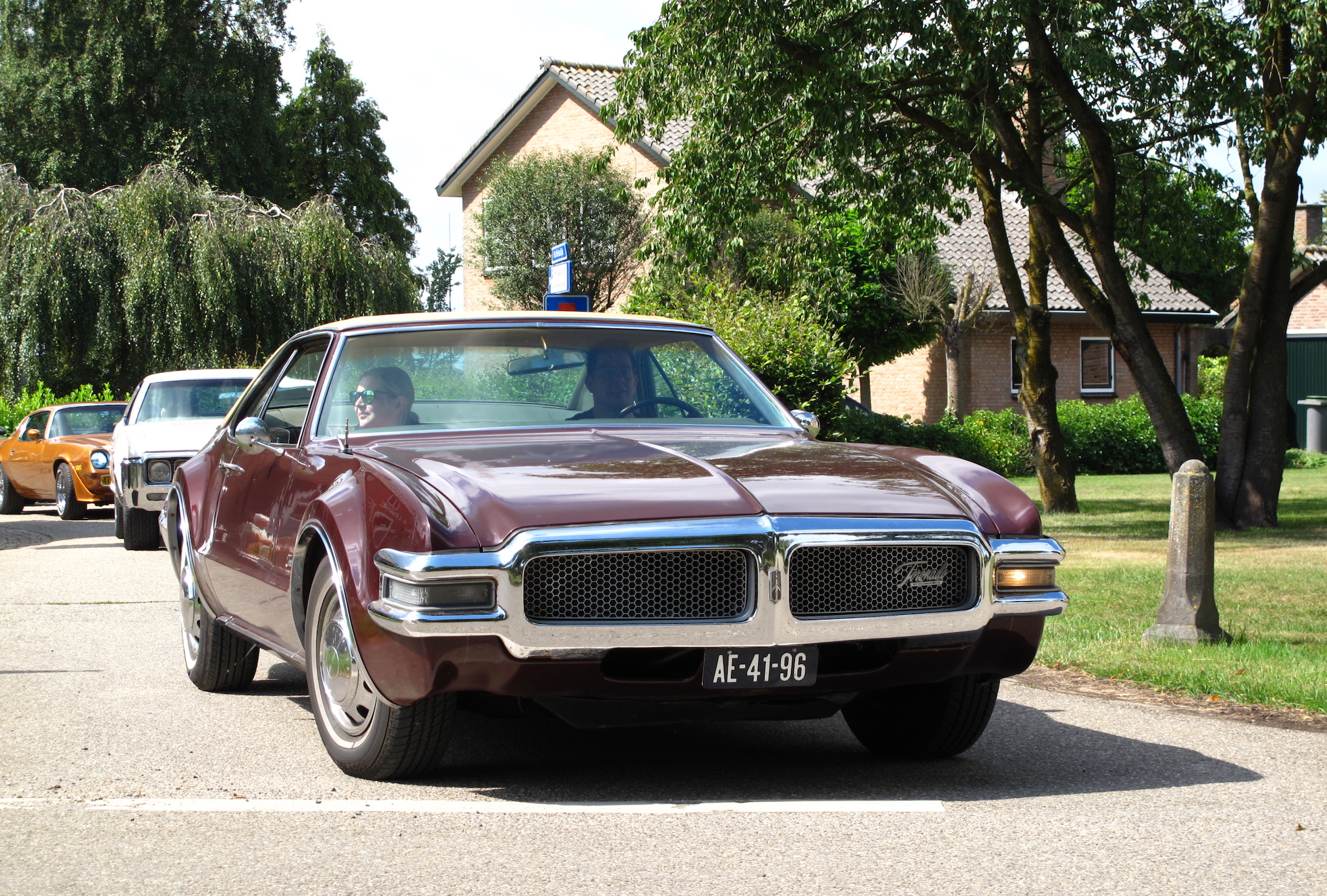
Una Oldsmobile Toronado del 1968
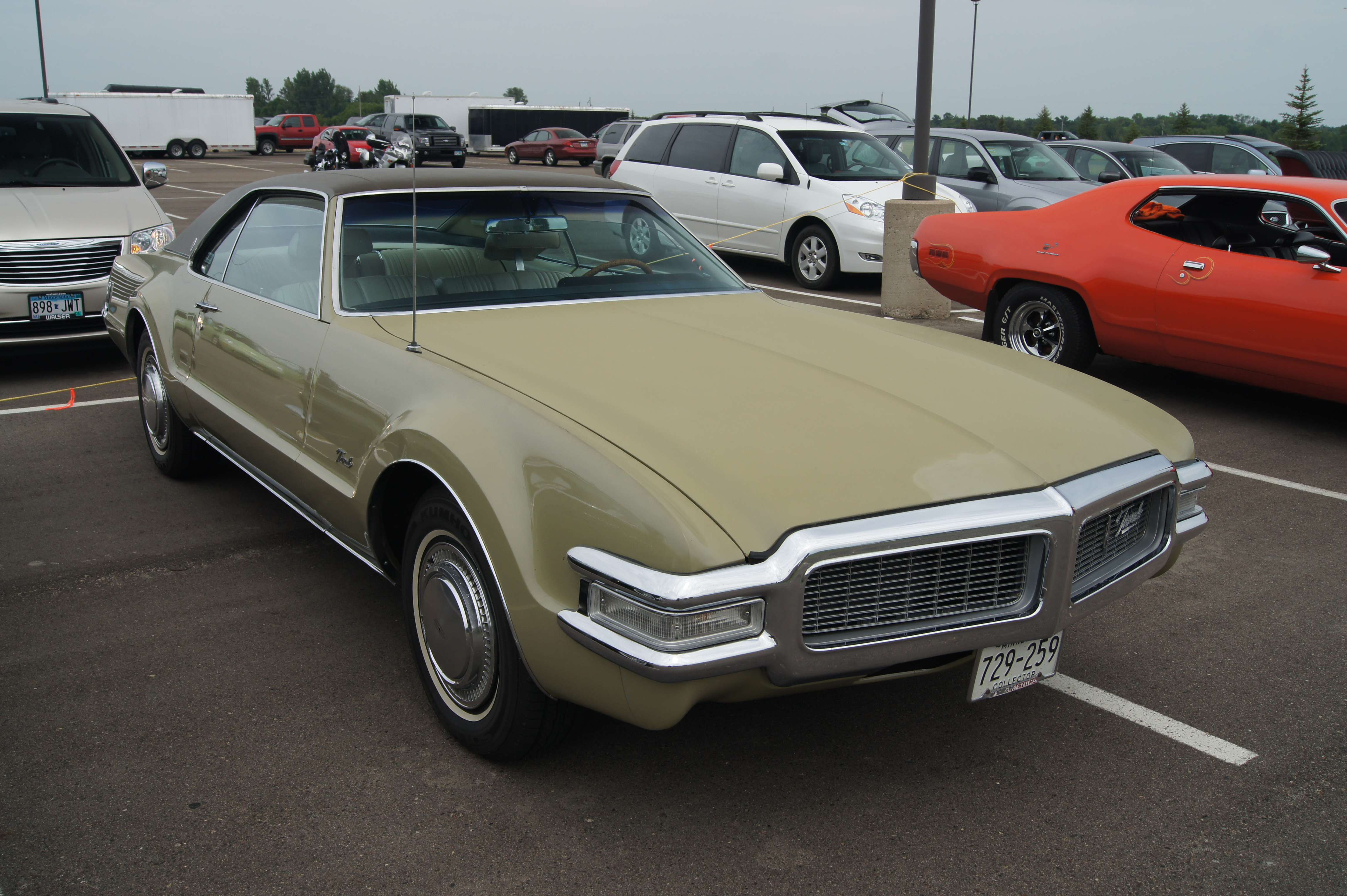
Una Oldsmobile Toronado del 1969
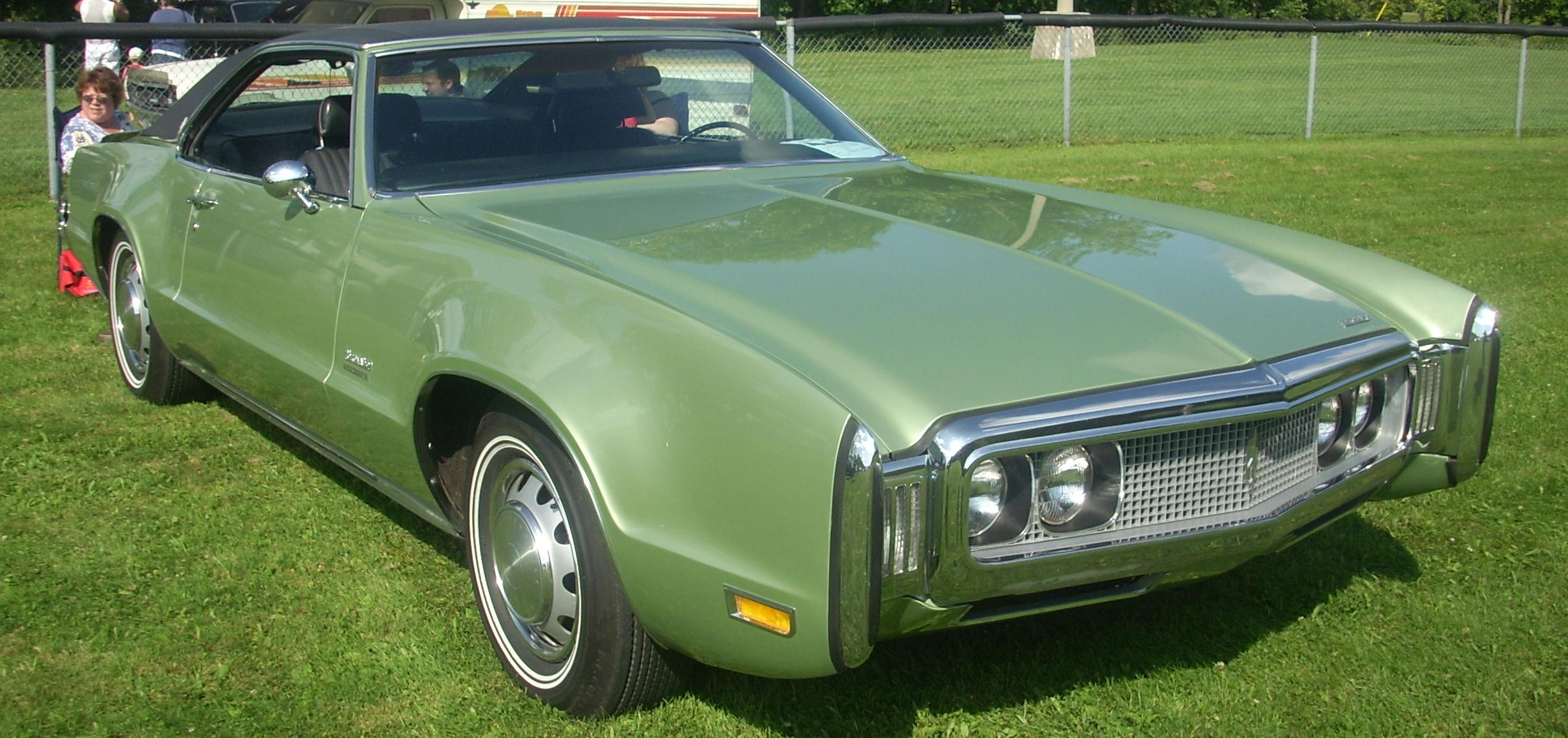
Una Oldsmobile Toronado del 1970

## La seconda serie: 1971–1978
La Toronado seconda serie aveva una più convenzionale carrozzeria a tre volumi con fari a vista, ma manteneva la trazione anteriore. Inizialmente era offerta nell'allestimento Base e nella più lussuosa variante Toronado Brougham. La vettura era equipaggiata da un 7,5 litri V8 con potenza ridotta a 350 CV. Nel 1972, dopo l'introduzione della misura di potenza mediante standard SAE, il motore fu dichiarato da 253 CV. Nel 1973, in seguito alle leggi entrate in vigore negli USA, la Toronado venne dotata di paraurti anteriore.
A partire dal modello del 1974 è stato introdotto anche il paraurti posteriore; la lunghezza della vettura, a causa dei paraurti, aumentò di 17 cm arrivando a 578 cm. L'allestimento Brougham fu dotato di tettuccio in vinile. La potenza del motore fu ridotta a 233 CV. Nel 1975 l'allestimento Base venne rinominato in Toronado Custom, mentre l'allestimento Brougham mantenne il suo nome. I doppi proiettori rotondi furono sostituiti da altri di forma rettangolare.
Nel 1976 la potenza del 7,5 litri V8 venne ulteriormente ridotta a 218 CV. A partire dal modello del 1977 fu introdotto il motore 6,6 litri V8 da 203 CV. L'allestimento Base venne eliminato dalla gamma. Nel 1978 la potenza del 6,6 litri fu ridotta a 193 CV. Con i modelli del 1977 e del 1978 venne introdotta una versione speciale detta XSR (in seguito denominata XS) con tetto apribile elettricamente.
La Oldsmobile produsse 267.000 esemplari della Toronado seconda generazione, di cui 5166 XS/XSR.

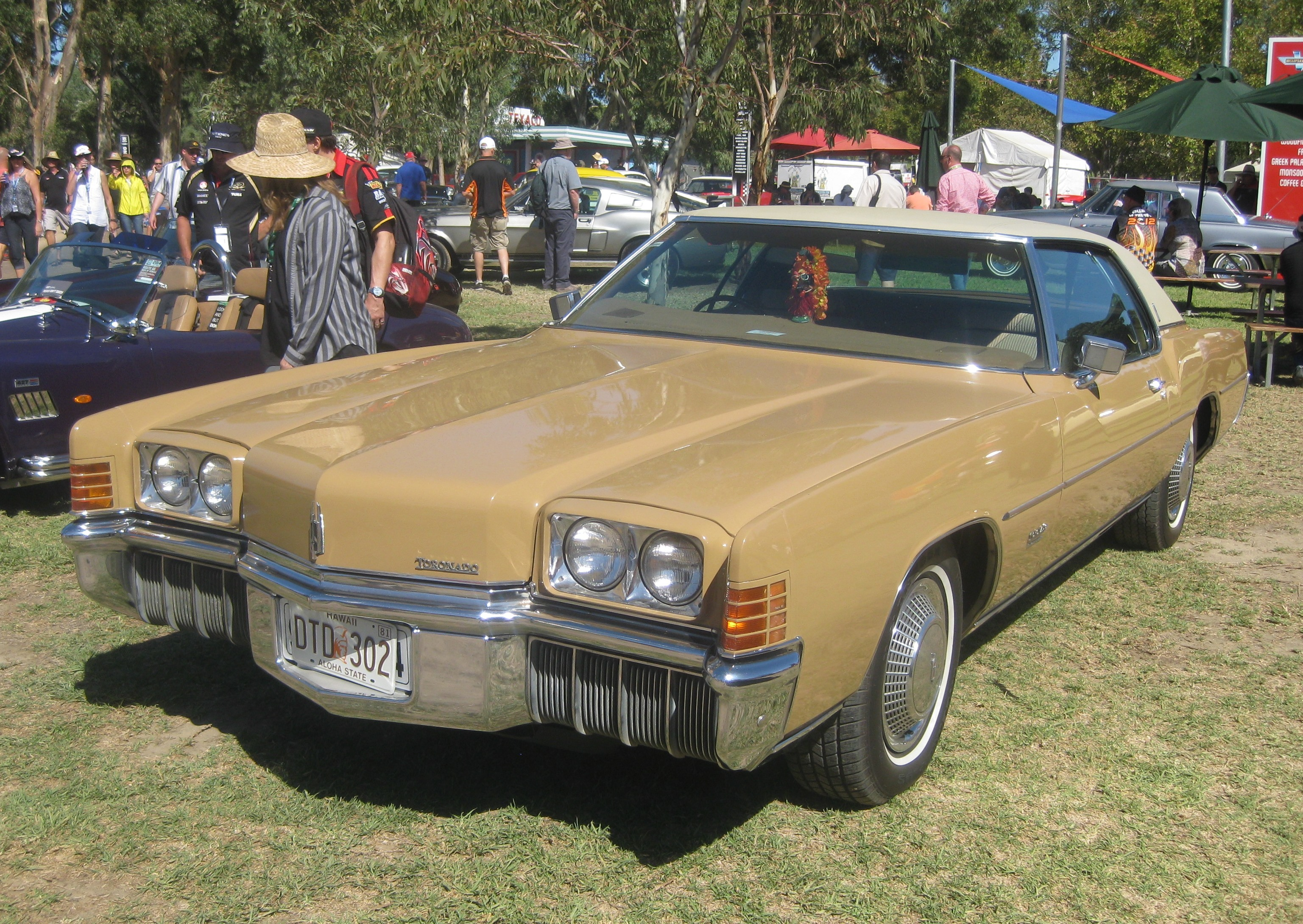
Una Oldsmobile Toronado del 1972
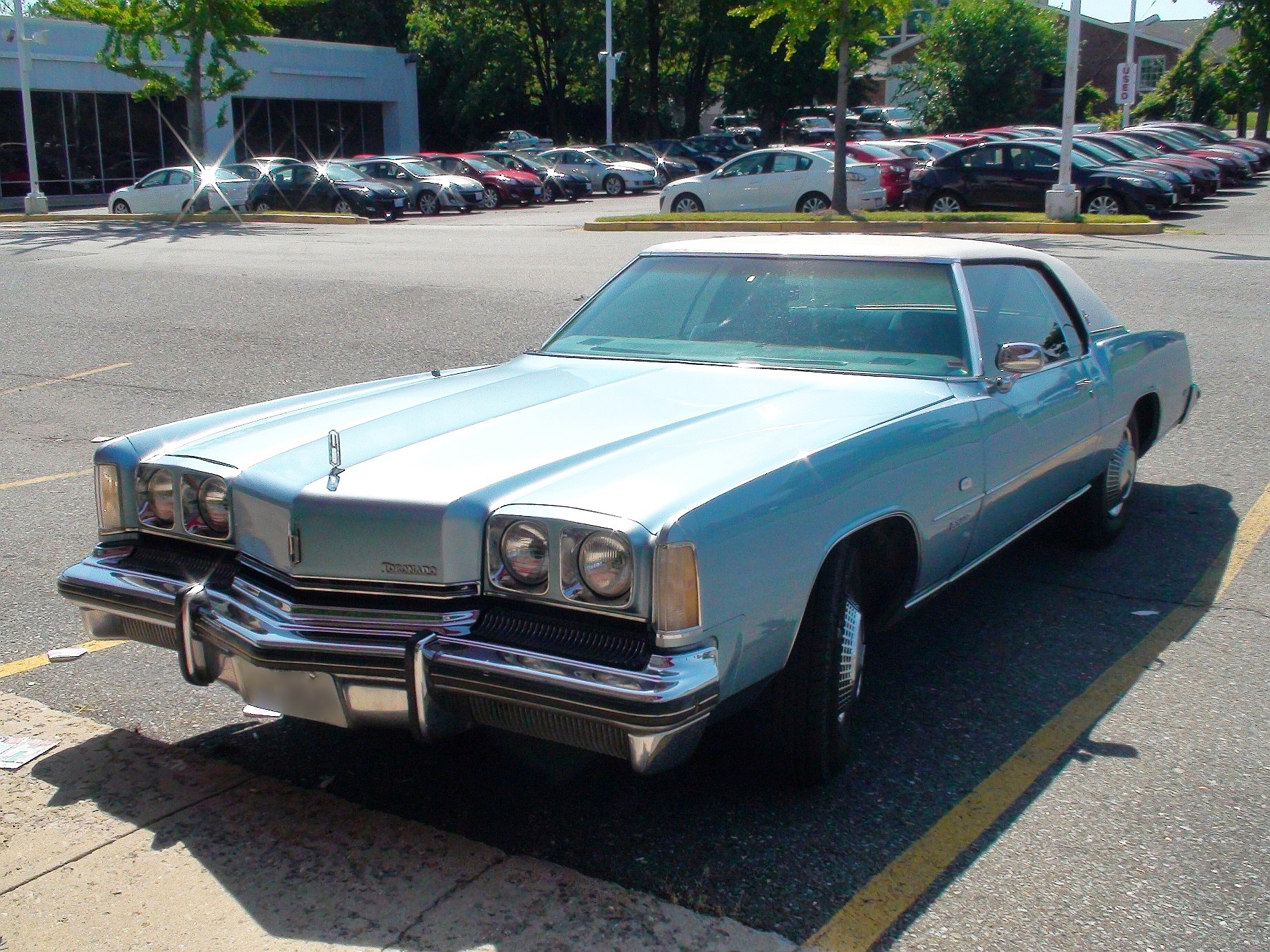
Una Oldsmobile Toronado del 1973
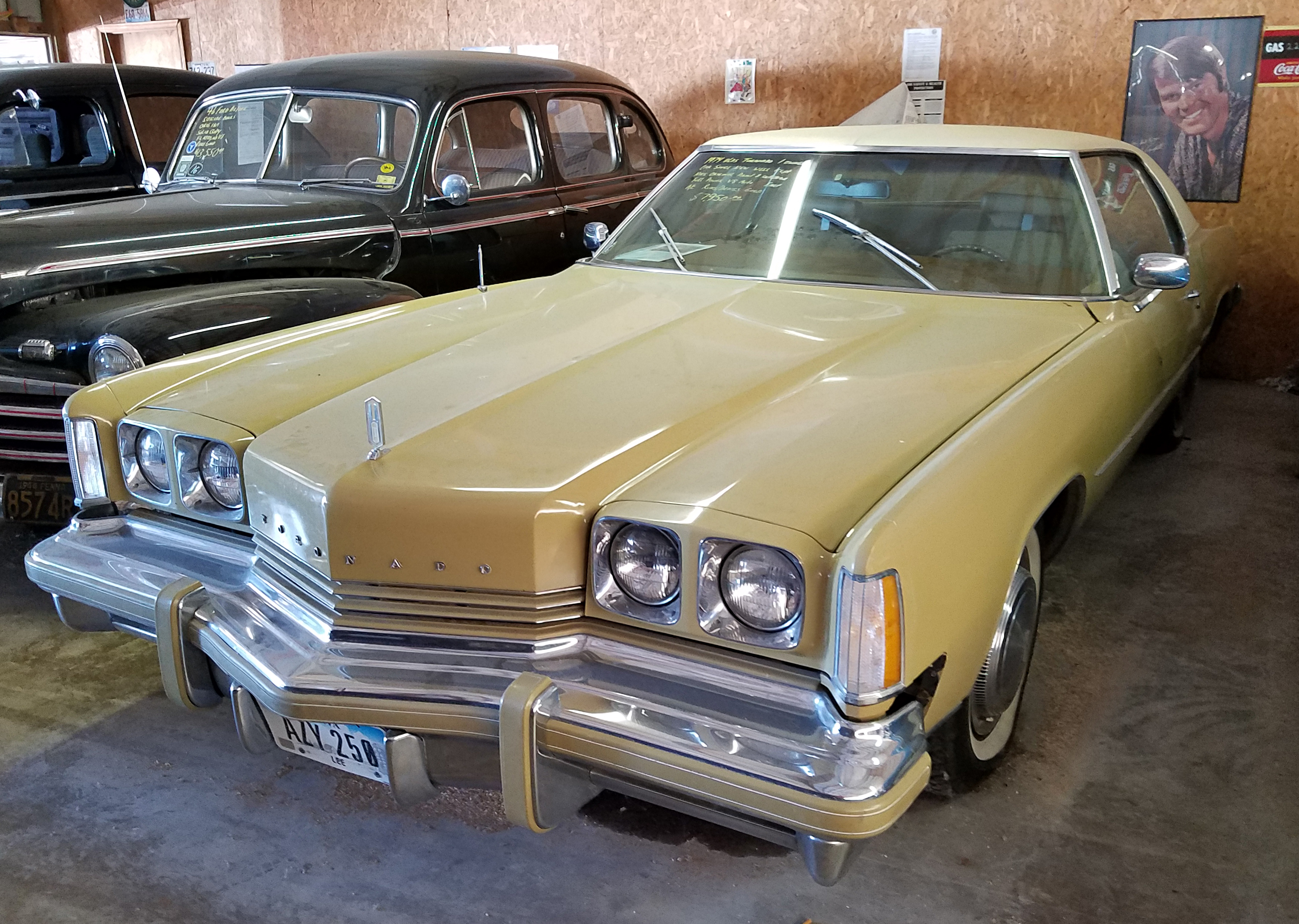
Una Oldsmobile Toronado del 1974
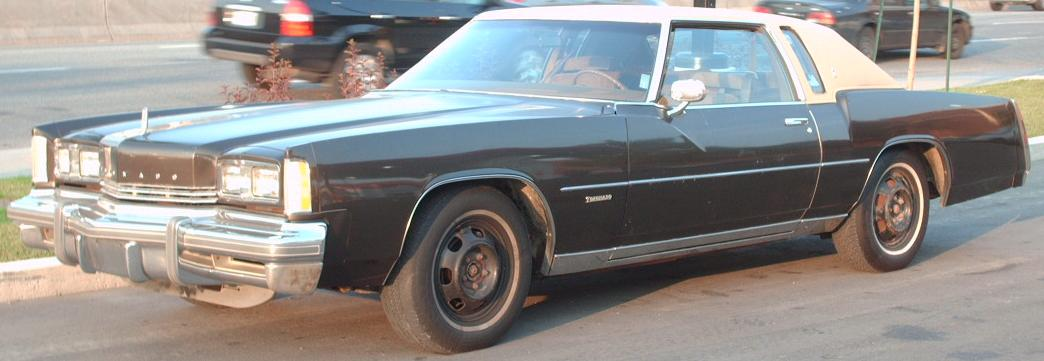
Una Oldsmobile Toronado del 1975
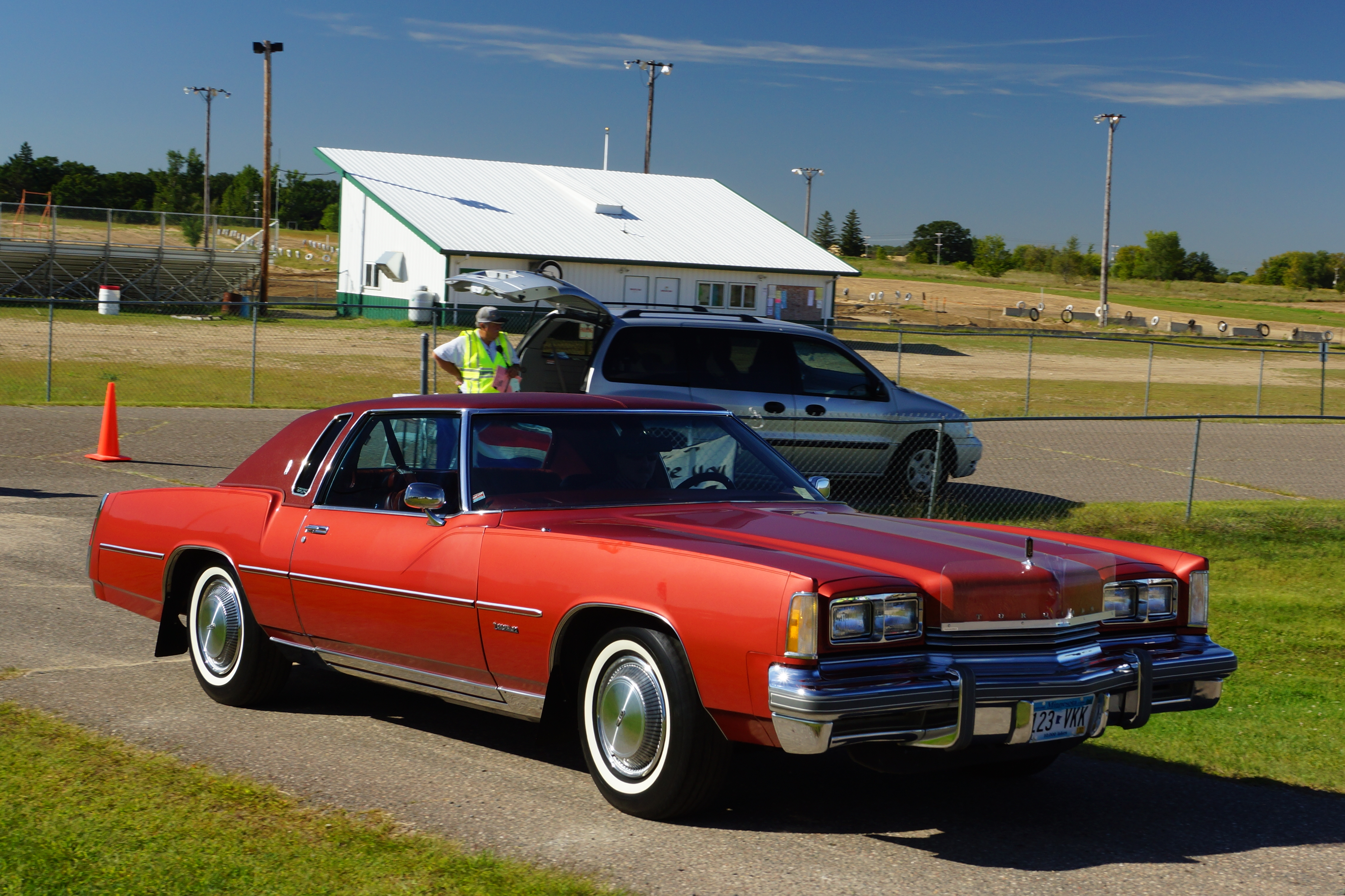
Una Oldsmobile Toronado del 1976
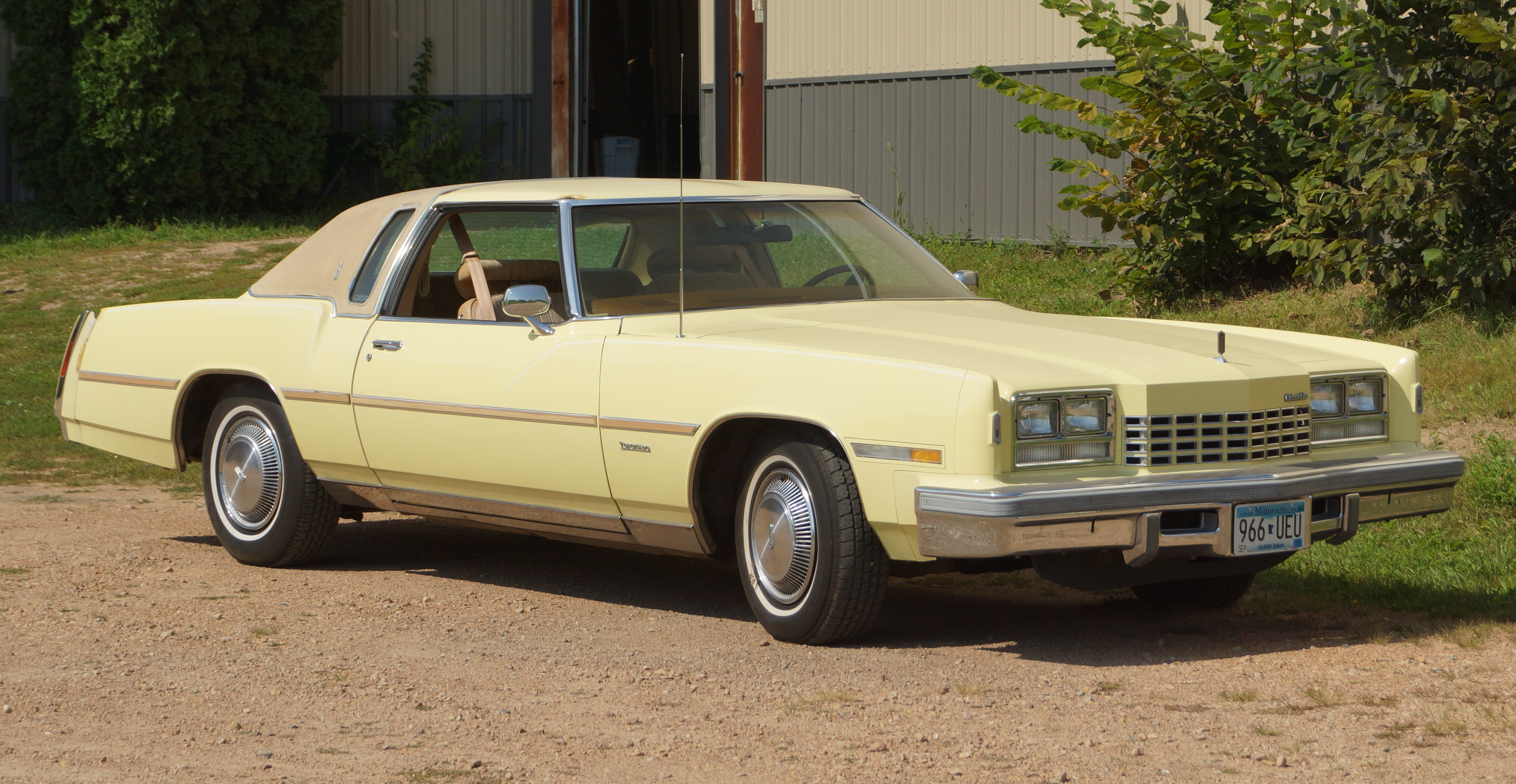
Una Oldsmobile Toronado del 1977
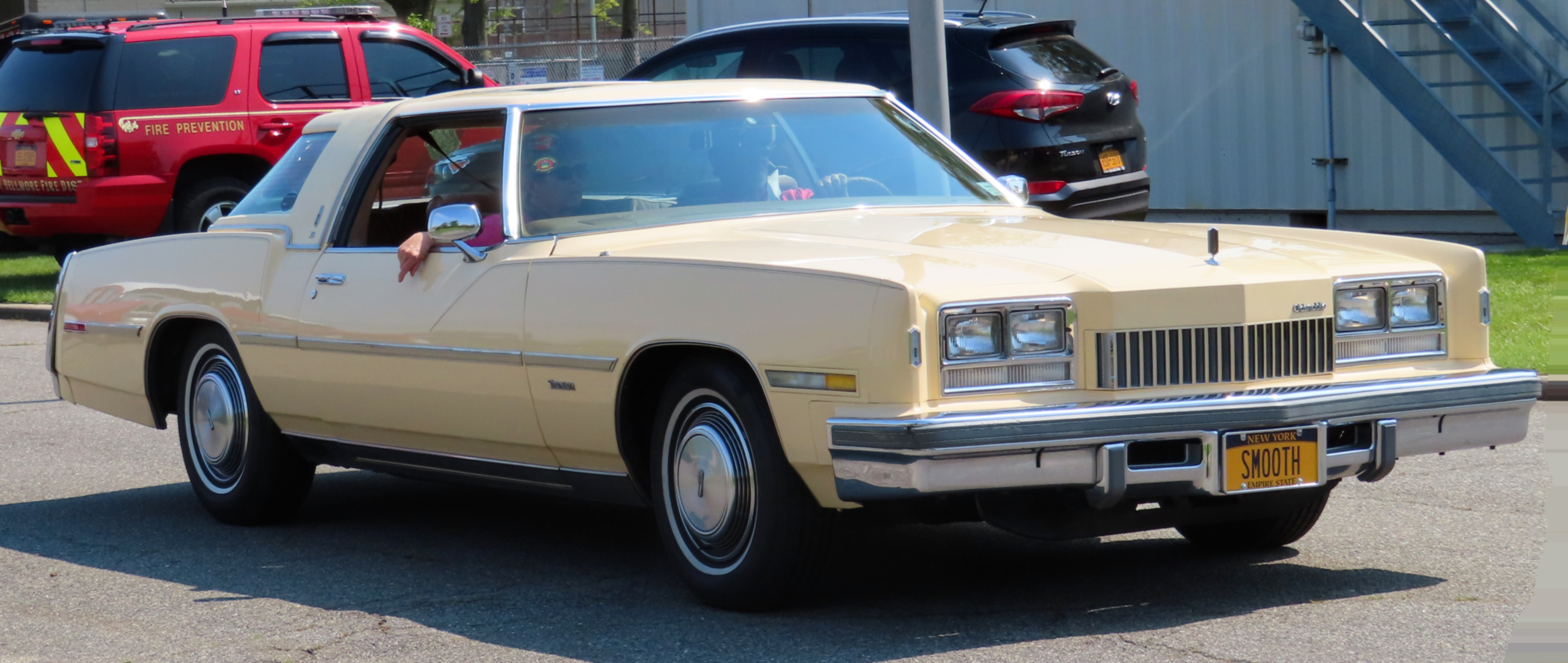
Una Oldsmobile Toronado del 1978

## La terza serie: 1979–1985
Il modello del 1979 fu sviluppato sulla cosiddetta Piattaforma E di General Motors in comune con Cadillac Eldorado e Buick Riviera. Rispetto alla serie precedente, la nuova Toronado era più corta di quasi mezzo metro, più stretta di 20 centimetri e più leggera di ben 400 chilogrammi. La Toronado veniva offerta in un unico allestimento denominato Brougham; il motore era un 5,7 litri V8 o, con sovrapprezzo un Diesel V8.

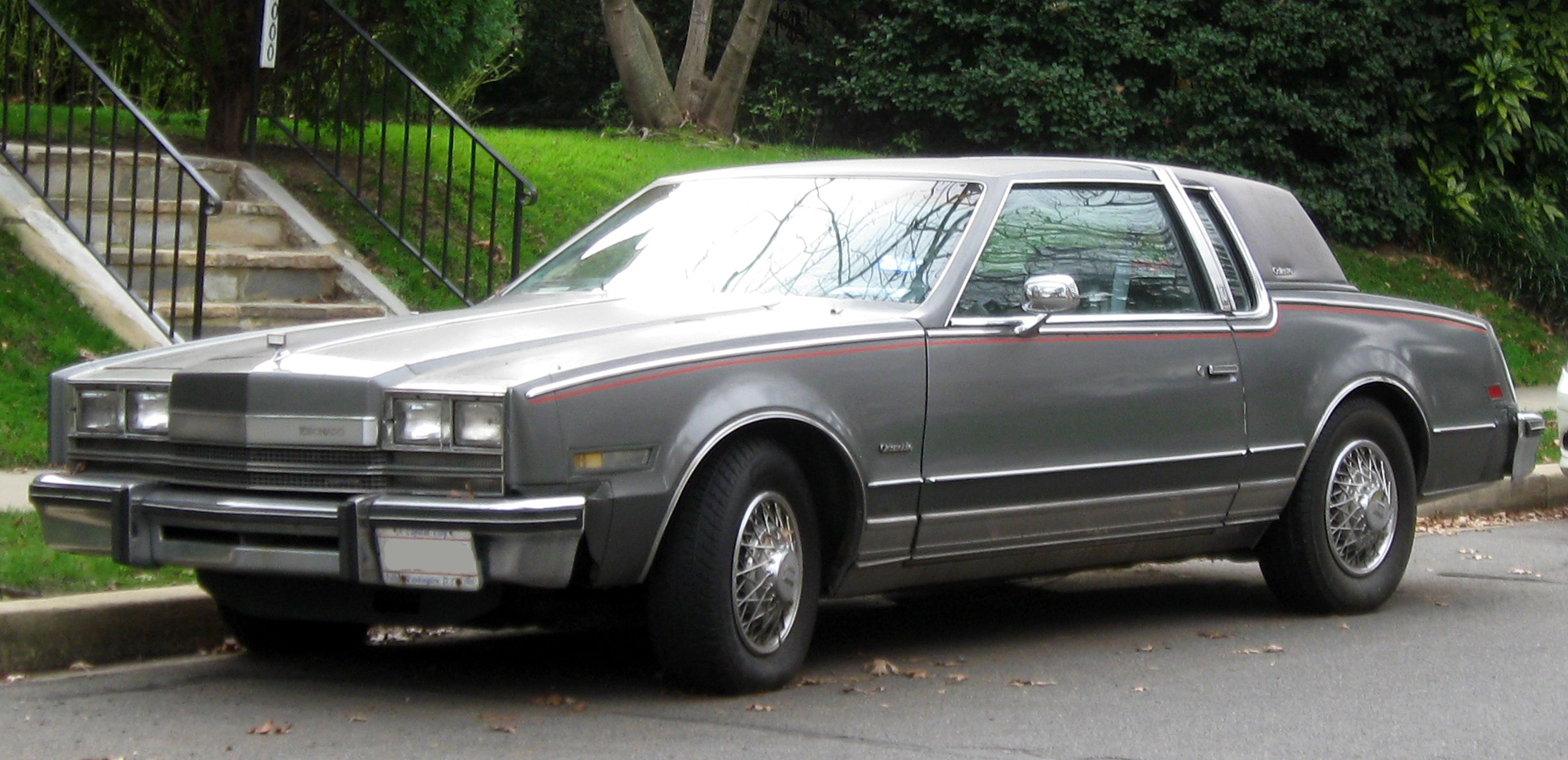
Una Oldsmobile Toronado Caliente

Per il modello del 1980 è stata modificata la griglia del radiatore mediante l'introduzione di barre trasversali cromate. La motorizzazione base era un 5 litri V8; a un costo aggiuntivo erano disponibili un V8 di cilindrata maggiore e un Diesel. 
Nel 1981 venne reso disponibile un 4,1 litri V6.
Nel 1984 fu introdotto un pacchetto di accessori di lusso detto Caliente che offriva, per un costo addizionale di 2.195 dollari, tetto in vinile con finiture cromate tipo landau, sedili in pelle e cruscotto elettronico.
Nel 1985 non fu più disponibile il motore V6, continuò invece l'offerta del pacchetto Caliente.
Della Toronado di terza generazione sono stati prodotti oltre 300.000 pezzi.

## La quarta serie: 1986–1992
La tarda estate 1985 ha visto il debutto dell'ultima serie della Toronado avente una lunghezza ridotta a 4,80 metri. La vettura era costruita sulla nuova piattaforma E/K comune anche a Buick Riviera, Cadillac Eldorado e Cadillac Seville.
Era in programma un'unica versione, la Toronado Brougham, spinta da un motore 3,8 litri V6 con trasmissione automatica a quattro rapporti.
Nella primavera del 1986 ci fu una versione speciale per il ventesimo anniversario della Toronado contraddistinta da una vernice speciale e numerosi accessori. Questa generazione di Toronado è stata caratterizzata dal ritorno dei fari a scomparsa.

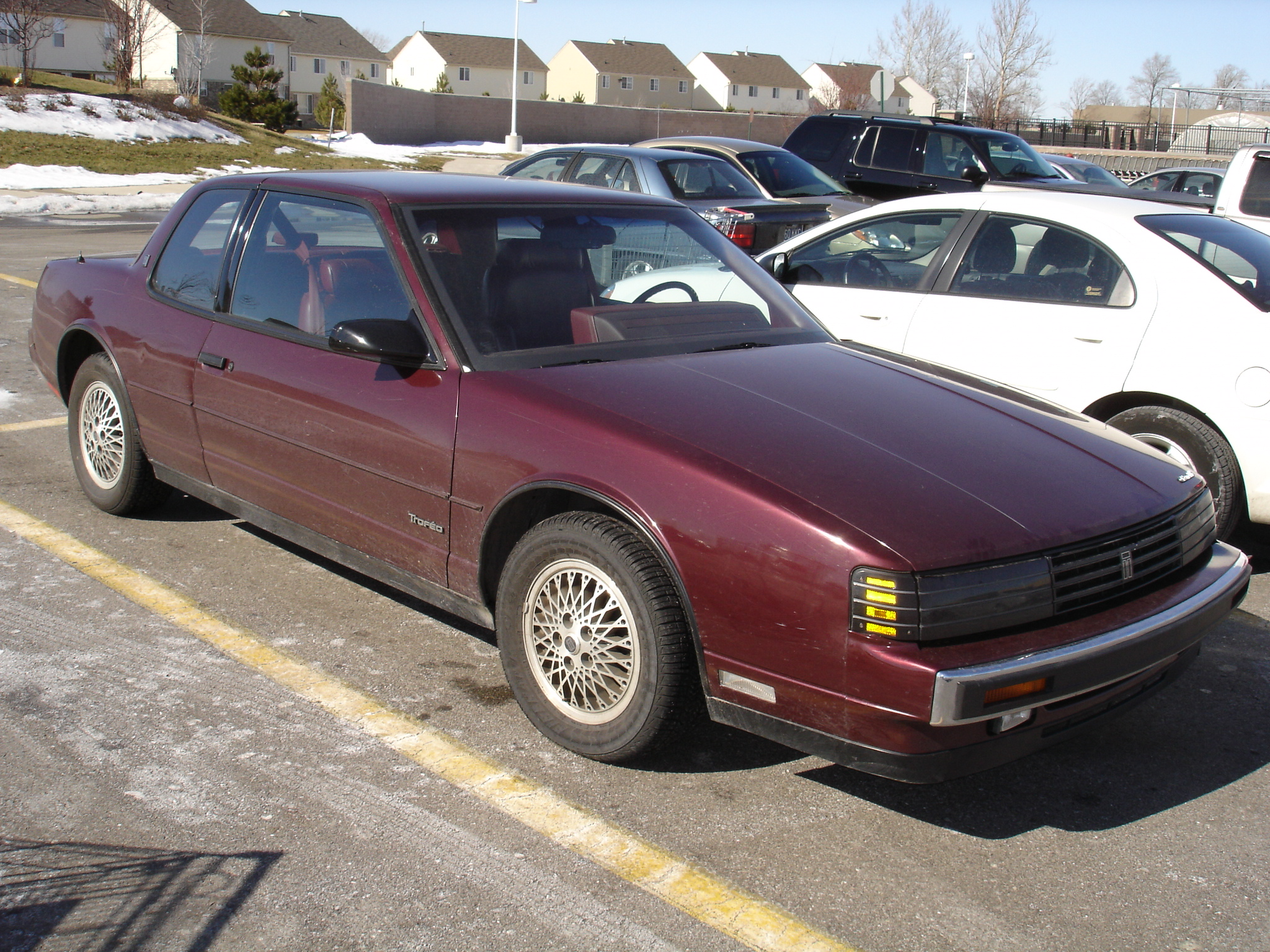
Una Oldsmobile Toronado Trofeo

Nel 1987 il motore V6 fu potenziato di 10 CV arrivando a 152 CV. Nella primavera del 1987 apparve il modello Toronado "Trofeo", un'altra versione speciale di impatto sportivo, con griglia frontale nera, fendinebbia e minigonne laterali. Dal 1988 la Toronado "Trofeo" entrò nella gamma offerta regolarmente. Contemporaneamente la potenza del motore fu aumentata a 167 CV.
Il modello del 1990 aveva una carrozzeria completamente nuova della lunghezza di 509 centimetri. La ragione di ciò è stato il calo di consensi rispetto alla serie precedente, poiché l'attuale veniva ritenuta di dimensioni troppo piccole per un'auto di classe superiore.
Nel 1991 la potenza del motore fu portata a 172 CV e nel 1992 furono montati di serie ABS e airbag per il passeggero.
La produzione dell'ultima serie della Toronado cessò nel maggio 1992 con 86.700 esemplari prodotti.